# 694

## Догађаји
- Мардаити упадају на територије које држе муслимани, из свог главног упоришта Хагиуполиса, у северној Сирији.
- 9. новембар – Визиготски краљ Ергика оптужује Јевреје да помажу муслиманима и осуђује све Јевреје на ропство.
- Краљ Ине од Весекса напада Кент и изнуђује 30.000 пенија од његовог народа, као надокнаду за убиство краља Мула.
- Краљ Себи од Есекса абдицира са престола, а наследили су га његови синови Сигехеард и Свӕфред.
- Асуку, царску престоницу Јапана, напустила је царица Јито. Она сели свој двор у Фуџивара-кјо (префектура Нара).
- Капаган Кан (694–716) наследио је свог брата Илитериш кана, на месту владара источно-турског каганата (средња Азија).